# 布瓦西勒沙泰勒
布瓦西勒沙泰勒（法語：Boissy-le-Châtel，法語發音：[bwasi lə ʃatɛl] ⓘ）是法国法蘭西島大區塞纳-马恩省的一个市镇，属于莫城区。

## 地理
布瓦西勒沙泰勒（48°49'20"N, 3°8'11"E）面积9.95 平方千米，位于法国法蘭西島大區塞纳-马恩省，该省份为法国北部内陆省份，北起瓦兹省，西接埃松省、马恩河谷省、塞纳-圣但尼省和瓦兹河谷省，南至卢瓦雷省，东南接约讷省，东临马恩省和奥布省，东北接埃纳省。
与布瓦西勒沙泰勒接壤的市镇（或旧市镇、城区）包括：圣日耳曼苏杜、圣但尼莱勒拜、欧努瓦、布里地区沙伊、绍夫里、庫洛米耶。

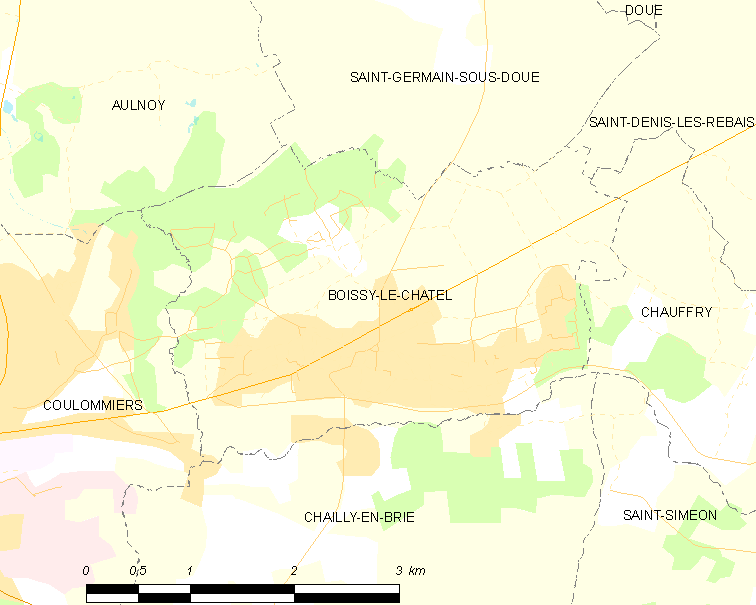
布瓦西勒沙泰勒的OSM定位图

布瓦西勒沙泰勒的时区为UTC+01:00、UTC+02:00（夏令时）。

## 行政
布瓦西勒沙泰勒的邮政编码为77169，INSEE市镇编码为77042。

## 政治
布瓦西勒沙泰勒所属的省级选区为库洛米耶县。

## 人口

1962-2008年间布瓦西勒沙泰勒人口变化图示

布瓦西勒沙泰勒于2022年1月1日时的人口数量为3313人。